# Oberpullendorf
Oberpullendorf es una ciudad situada en el distrito homónimo, en el estado de Burgenland, Austria. Tiene una población estimada, a inicios de 2023, de 3286 habitantes.
Es la capital del distrito.
Está ubicada en el centro del estado, al sur del lago Neusiedl y cerca de la frontera con Hungría.